# De Veerkampjes
De Veerkampjes was een realitysoap rond de in Amsterdam wonende familie Veerkamp. De uit korte afleveringen bestaande serie werd vanaf 2004 aanvankelijk als onderdeel van het NCRV-programma Man bijt hond uitgezonden en was van 2005 tot 2006 te zien in Shownieuws van SBS6.
Dagelijks werd door Man bijt hond rond etenstijd bij willekeurige mensen aangebeld om 'de dag door te nemen' (Hond aan tafel). Toen zij dit bij de excentrieke familie Veerkamp deden, leverde dit zoveel stof op dat werd besloten een realitysoap rond hen te maken.
De serie draaide om de op een woonboot wonende Hanny Veerkamp (1947), haar man Ton Veerkamp (1948) en haar moeder Nel Duyker (1928-2010), die bij haar dochter en schoonzoon inwoonde.
Het gezin heeft een single opgenomen en is buiten de serie te gast geweest in onder meer JENSEN!, De nationale IQ test en Life & Cooking.
Op 11 februari 2015 waren Hanny en Ton te zien in het SBS6 programma Hoeveel ben je waard?.